# Ал-Фатиха
Сура Ал-Фатиха (арабски: الفاتحة), „Откриване“, е първата глава от Корана – свещената книга на мюсюлманите. Седемте ѝ аята са молитва за напътствие от Бог и подчертават господството и милостта на Бог. Тази глава играе специална роля в традиционните всекидневни молитви – тя се рецитира в началото на всяка единица молитва (ракят).

## Интерпретация
Мюсюлманите вярват, че Коранът е откровение от Бог на арабски език. Много хора смятат превода на други езици за повърхностна интерпретация на значението и ненадеждна версия на Корана. Въпреки това някои либерални мюсюлмани използват преводи във всекидневните си молитви. Преводите се използват предимно за лична духовна употреба за хората, неговорещи арабски език. Превода на български език е както следва:
Откриване
1:1 В името на Аллах, Всемилостивия, Милосърдния!:
Бисмилляхи р-рахмани р-рахим
1:2 Хвала на Аллах  Господа на световете.
Ал хамду лиллахи рабби л-'аламин
1:3 Всемилостивия, Милосърдния,
Ар рахмани р-рахим
1:4 Владетеля на Съдния ден!
Малики яуми д-дин
1:5 Само на Теб служим и Теб за подкрепа зовем.
Йякка на'буду уа йякка наста'ин
1:6 Насочи ни по правия път,
Ихдина с-сират ал мустаким
1:7 пътя на тези, които си дарил с благодат, а не на [тези], над които тегне гняв, нито на заблудените!
Сират ад-диина ан'амта 'алейхим уайрил магдуби 'алейхим уаляд даллин
Когато рецитират сура Ал-Фатиха по време на молитва, последователи на някои ислямски школи изричат думата „Амин“ след края на сурата

## Забележки
Първото знамение, транскрибирано като „Бисмилляхи р-рахмани р-рахим“, е познато в неарабския и немюсюлманския свят, поради честото му използване в арабския и мюсюлманския свят. Това знамение се изрича преди четене на всяка сура (с изключение на Ат-Тауба) или преди четене на част от сура. Знамението се изрича и преди официално публично оповестяване и преди много лични и социални дейности във всекидневния живот, за да бъде получена Божията благословия за извършването на съответното дело.

## Низпославане
Ислямската научна традиция е заангажирана с времето и мястото на низпославане на сурите на Мохамед. Според Ибн Абас и други, Сура Ал–Фатиха е меканска. Според Абу Хурейра и други, тя е мединска. Първата гледна точка е по-широко разпространена, въпреки че някои твърдят, че сурата е била низпослана и в Мека, и в Медина.

## Статистика
Сурата съдържа 7 аята, 29 думи, 139 букви (или 25 и 120 без да броим първия аят). Ибн Катир казва: „Учените твърдят, че Ал-Фатиха съдържа 25 думи и 113 букви.“ Тя попада в първия хизб и в първия джуз, които са секции на Корана.